# Генеральное консульство Российской Федерации в Сан-Франциско
Генера́льное ко́нсульство Росси́йской Федера́ции в Сан-Франци́ско (США) (англ. Consulate General of the Russian Federation in San Francisco) — учреждение Министерства иностранных дел России в городе Сан-Франциско (штат Калифорния, США), осуществлявшее до 2 сентября 2017 года консульские функции в пределах своего консульского округа (штаты США: Аризона, Гавайи, Калифорния, Колорадо, Невада, Нью-Мексико, Орегон, Юта, а также неинкорпорированные организованные территории: Северные Марианские острова и Гуам).

## История Генерального консульства России в Сан-Франциско
Возникновению официального представительства Российской империи в Сан-Франциско способствовала активная деятельность Российско-американской компании. Первым официальным представителем — вице-консулом Российской империи в Сан-Франциско — был предприниматель Уильям Монтгомери Стюарт, указ о назначении которого был подписан 14 февраля 1852 года.
6 апреля 1915 года на должность генерального консула в Сан-Франциско был назначен профессиональный дипломат Артемий Выводцев. Пробыв в этой должности до Февральской революции 1917 года, он стал последним генеральным консулом Российской империи в Сан-Франциско.
Генеральное консульство СССР в Сан-Франциско начало свою работу в 1934 году, и первым генеральным консулом СССР стал Моисей Галкович. Он был арестован в июне 1937 года и расстрелян в декабре 1937 года. В 1942—1944 годах генеральным консулом СССР в Сан-Франциско был Яков Ломакин. После этого, в 1946—1948 годах, он же был генеральным консулом СССР в Нью-Йорке. В связи с ухудшением отношений СССР и США в 1948 году генеральные консульства в Нью-Йорке и Сан-Франциско были закрыты.
Двусторонняя договорённость об открытии генерального консульства СССР в Сан-Франциско и генерального консульства США в Ленинграде была основана на советско-американской консульской конвенции, подписанной 1 июня 1964 года и вступившей в силу 13 июля 1968 года. В 1971 году в Сан-Франциско прибыл генеральный консул СССР Александр Зинчук, а официальное открытие нынешнего здания консульства на Грин-стрит состоялось в 1973 году.
31 августа 2017 года было объявлено о требовании властей США закрыть генеральное консульство Российской Федерации в Сан-Франциско в течение двух дней, до 2 сентября. Здание бывшего генконсульства остаётся в российской государственной собственности. 3 сентября 2017 года МИД России заявил, что «2 сентября властями США захвачены здания Генерального консульства России в Сан-Франциско», а также торгового представительства в Вашингтоне, которые обладают дипломатическим иммунитетом. 2 октября 2017 года помещение генконсульства было взломано спецслужбами США и в нём произведён обыск. В связи с этим МИД России заявил решительный протест. 12 октября 2017 года американские власти сняли государственный флаг России с Генерального консульства России в Сан-Франциско и торгового представительства России в Вашингтоне.

## Вице-консулы Российской империи в Сан-Франциско
| Срок      | Вице-консул                   | Годы жизни            | Прим.        |
| --------- | ----------------------------- | --------------------- | ------------ |
| 1852—1853 | Уильям Монтгомери Стюарт      | ? — ?                 | [ 2 ]        |
| 1853—1862 | Пётр Степанович Костромитинов | ? — ?                 | [ 2 ]        |
| 1862—1876 | Мартин Фёдорович Клинковстрём | 23.01.1818—06.03.1884 | [ 2 ] [ 13 ] |

## Генеральные консулы России и СССР в Сан-Франциско
| Срок      | Консул                             | Годы жизни                  | Прим.                       |
| --------- | ---------------------------------- | --------------------------- | --------------------------- |
| 1876—1880 | Владимир Алексеевич Велецкий       | 1826—5(17).02.1887          | [ 14 ] [ 15 ] [ 16 ]        |
| 1881—1891 | Александр Эпиктетович Оларовский   | 26.08.1830—1910             | [ 17 ] [ 18 ] [ 19 ]        |
| 1891—1900 | Владимир Антонович Арцимович       | 12.12.1857—после 1917       | [ 20 ] [ 21 ]               |
| 1900—1909 | Павел Михайлович Козакевич         | 1860—после 1911             | [ 22 ]                      |
| 1909—1915 | Пётр Сергеевич Рождественский      | 1870—1915                   | [ 23 ]                      |
| 1915—1917 | Артемий Маркович Выводцев          | 24.06.1853—24.01.1946       | [ 2 ] [ 3 ]                 |
|           |                                    |                             |                             |
| 1934—1936 | Моисей Григорьевич Галкович        | 1902—09.12.1937             | [ 2 ] [ 4 ]                 |
| 193?—1938 | Григорий Ильич Гохман и. о.        | 1895—1977                   | [ 24 ]                      |
| 1938—1939 | Анатолий Леонтьевич Тимофеев и. о. | ? — ?                       | [ 25 ]                      |
| 1939—1940 | Николай М. Каширин и. о.           | ? — ?                       | [ 5 ]                       |
| 1940—1942 | Александр Александрович Скорюков   | ? — ?                       | [ 26 ]                      |
| 1942—1944 | Яков Миронович Ломакин             | 04.11.1904—16.08.1958       | [ 2 ] [ 5 ]                 |
| 1945—1946 | Михаил Сергеевич Вавилов           | 24.11(07.12)1908—14.04.1989 | [ 27 ] [ 28 ]               |
| 1946—1948 | Константин Алексеевич Ефремов      | 21.05.1909 — ?              | [ 29 ] [ 30 ] [ 31 ] [ 32 ] |
|           |                                    |                             |                             |
| 1971—1979 | Александр Иванович Зинчук          | 21.01.1920—22.11.2000       |                             |
| 1979—1983 | Александр Давидович Чикваидзе      | 19.01.1932—08.05.2012       |                             |
| 1985—1991 | Валентин Михайлович Каменев        | род. 02.10.1927             | [ 33 ]                      |
| 1991—1993 | Юрий Петрович Савостьянов          | род. 12.10.1937             | [ 34 ]                      |
| 1993—1997 | Владимир Сергеевич Кузнецов        | род. 06.01.1954             | [ 35 ] [ 36 ]               |
| 1997—2002 | Юрий Владимирович Попов            | род. 09.02.1950             | [ 37 ]                      |
| 2002—2007 | Виктор Николаевич Лизун            | род. 19.12.1950             | [ 38 ]                      |
| 2007—2013 | Владимир Николаевич Винокуров      | род. 08.09.1954             | [ 37 ]                      |
| 2013—2017 | Сергей Владимирович Петров         | род. 14.12.1962             | [ 38 ] [ 39 ]               |

## Реквизиты
- Адрес: 2790 Green Street, San Francisco, California 94123, USA
- График работы: консульство закрыто по требованию властей США
- Телефон: +1-(415)9286878
- Факс: +1-(415)9290306
- E-mail: consulsf@sbcglobal.net